# Zdobycie Dur-Abi-hara
Zdobycie Dur-Abi-hara – starcie zbrojne do którego doszło ok. 710 roku p.n.e. w trakcie wyprawy wojskowej asyryjskiego króla Sargona II (722-705 p.n.e.) na Babilonię.  
W latach 720-710 p.n.e. Asyryjczycy uwikłali się w walki z królestwem Urartu. Kampania poprowadzona przez Sargona II, mająca na celu ukaranie władcy Urartu Rusę I, zakończyła się zdobyciem silnie ufortyfikowanego miasta Musasir nad jeziorem Urmia. Po tej klęsce Urartu już nigdy nie odzyskało dawnej świetności. Zwycięstwo pozwoliło natomiast Sargonowi na ponowne zajęcie się sprawami Babilonii. Ułatwiła mu to także śmierć Humban-nikasza I, władcy Elamu, któremu udało się wcześniej powstrzymać wojska Sargona w bitwie pod Der.  
Około 710 roku p.n.e. armia Sargona pomaszerowała wzdłuż Tygrysu na południe. Tutaj też uderzyła na siły aramejskiego plemienia Gambulu, zamieszkującego tereny południowej Babilonii w pobliżu granicy z Elamem. Babilońskiemu władcy Marduk-apla-iddinie II, który przewidział atak asyryjski, udało się wzmocnić garnizony miast i fortec w regionie. Garnizon miasta Dur-Abi-hara (zwanego niekiedy błędnie Dur-Athara), głównego miasta plemienia Gambulu, wzmocniło 4000 piechoty i 600 jazdy. Marduk-apla-iddina II kazał też umocnić mury tego miasta i zalać tereny wokół niego. Pomimo tych działań Dur-Abi-hara zostało otoczone przez Asyryjczyków i po krótkim oblężeniu zdobyte. Sargon II rozkazał deportować 18400 mieszkańców miasta wraz z ich dobytkiem i stadami. Nazwę miasta zmienił on na Dur-Nabu i osadził tam jednego ze swych eunuchów jako zarządcę. Na wieść o upadku miasta ośmiu szejków z plemienia Gambulu przybyło do Sargona II, który nałożył na nich trybut i zaanektował ich ziemie do nowo utworzonej asyryjskiej prowincji.